# Басси, Лаура
Лаура Мария Катерина Басси (итал. Laura Maria Caterina Bassi; 29 октября 1711 — 20 февраля 1778) — итальянская ученая-физик, доктор наук. Первая со времен Ренессанса женщина, которой официально было разрешено преподавать в европейском университете.

## Биография
Родилась в Болонье в богатой семье адвоката, получила частное образование и в течение семи лет в подростковом возрасте училась у Гаэтано Таккони, университетского преподавателя биологии, естествознания и медицины. Она привлекла внимание кардинала Просперо Ламбертини, который поощрял её научную работу.
Лаура была назначена профессором анатомии в 1731 году в Университете Болоньи. В 1732 году была избрана в Академию наук (ей исполнился 21 год), а в следующем году получила кафедру философии. Сперва её возможности преподавания были ограничены случайными лекциями. В 1738 году она вышла замуж за Джузеппе Вератти, академика, в браке с которым у них родилось двенадцать детей. После она смогла читать лекции дома на регулярной основе и успешно ходатайствовала перед университетом о большей ответственности и более высокой зарплате, чтобы позволить себе купить собственное оборудование.
Курс классической механики Лаура преподавала в течение 28 лет. Она была одной из ключевых фигур во внедрении идей Ньютона о физике и естественной философии в Италии. Провела также серию собственных экспериментов во всех разделах современной ей физики. При жизни она опубликовала 28 статей, большинство из них по физике и гидравлике, хотя и не написала книг.
В 1745 году папа Бенедикт XIV создал элитную группу из 25 учёных, известных как «бенедиктинцы» (Benedettini). Лаура Басси упорно стремилась попасть в эту группу, но реакция со стороны других учёных была неоднозначной. В конечном счёте Бенедикт одобрил её назначение, сделав единственной женщиной в группе.
В 1776 году в возрасте 65 лет она была назначена на кафедру экспериментальной физики Института наук, с мужем в роли ассистента. Она умерла два года спустя, завершив успешную карьеру в физике и сломав огромное количество стереотипов в отношении женщин в академических кругах.
Лаура была избрана членом многих литературных обществ и вела обширную переписку с наиболее выдающимися европейскими литераторами. Она была хорошо знакома с классической литературой, включая французскую и итальянскую.
Её именем названы кратер диаметром 31 км на Венере, астероид (15742) Лаурабасси, высшая школа и улица в Болонье.